# H. C. Cradock
HC Cradock, nacida como Augusta Whiteford en 1863, fue una escritora inglesa de libros para niños.

## Biografía
Hija de un clérigo de la Iglesia de Inglaterra, se casó con el reverendo Henry Cowper Cradock, también clérigo anglicano de quien  tomó sus iniciales y su apellido como seudónimo, que llegó a ser vicario de Birstall y de Whitley Lower, fallecido en 1933. Su única hija, Aline Mary, que lleva el nombre de su suegra Aline, nació en 1905.
Cradock murió tras sufrir un derrame cerebral en Dorking el 15 de octubre de 1941.

## Obras

### No ficción
The Care of Babies, a Reading Book for Girls (1908)
The Training of Children from Cradle to School, a Guide for Young Mothers, Teachers and Nurses (1909)

### The Adventures of Josephine
- - Josephine and Her Dolls (1915)
  - Josephine Keeps School
  - Josephine Keeps House
  - Josephine's Pantomime
  - Josephine's Christmas Party
  - Josephine Goes Travelling
  - Josephine, John, and the Puppy
  - The Bonny Book of Josephine

### Adventures of a Teddy Bear
- - Adventures of a Teddy Bear (1934)
  - More Adventures of a Teddy Bear
  - In Teddy Bear's House
  - Teddy Bear's Shop
  - Teddy Bear's Farm
  - Pamela's Teddy Bears